# Nieodebrane połączenie (film 2003)
Nieodebrane połączenie (jap. 着新アリ Chakushin ari) – japoński filmowy horror nakręcony w 2003 roku.
Film zaliczany jest do najlepszych horrorów produkcji japońskiej, obok Dark Water, Ju-on czy Ringu (wszystkie te filmy doczekały się amerykańskich remake’ów).
W roku 2005 na ekranach japońskich kin pojawił się sequel filmu – Nieodebrane połączenie II. W trzy lata później w kinach amerykańskich miała miejsce premiera remake’u filmu.

## Fabuła
Jest wieczór 16 kwietnia. W pewnym japońskim klubie zgromadziło się sporo różnych osób, rozmawiających o różnych sprawach. Wieczór, jakich wiele, jednak do czasu. Do dziewczyny o imieniu Yoko dzwoni komórka. Sygnał dźwiękowy jest bardzo dziwny, a telefon wyświetla swój własny numer. Yoko odbiera telefon sama od siebie. Otrzymuje wiadomość głosową. Okazuje się, że wiadomość ta pochodzi z dnia 18 kwietnia, a więc jeszcze nie została nagrana. Kiedy Yoko ją odsłuchuje, słyszy ciąg słów i swój własny krzyk, po czym wiadomość się kończy. Mimo że jest to sytuacja nietypowa, dziewczyna bagatelizuje sprawę.
Dwa dni później, 18 kwietnia wieczorem, Yoko idzie mostem nad torami kolejowymi i rozmawia przez telefon ze swoją przyjaciółką, Yumi. Rozlega się dźwięk obwieszczający przyjazd pociągu. Niespodziewanie Yoko powtarza kwestię, którą usłyszała w wiadomości od samej siebie. Nagle odwraca się, i przerażona krzyczy. Pociąg rusza, a Yoko wypada za barierę mostu i wpada pod pociąg.
Śmierć Yoko jest jedynie wstępem do całego ciągu tajemniczych zgonów, poprzedzonych wiadomością głosową z ostatnimi słowami wypowiedzianymi w życiu. Aby to zakończyć, trzeba dotrzeć aż do samego początku, do przyczyny. Nie będzie to łatwe.